# Václav Fischer
Václav Fischer (Praga, 22 de junio de 1954) es un empresario y político checo-alemán. Fue senador del Parlamento de Chequia por el periodo 1999-2002. En su labor empresarial destaca por ser el fundador de la agencia de viajes Fischer Reisen y de la aerolínea Fischer Air.

## Biografía

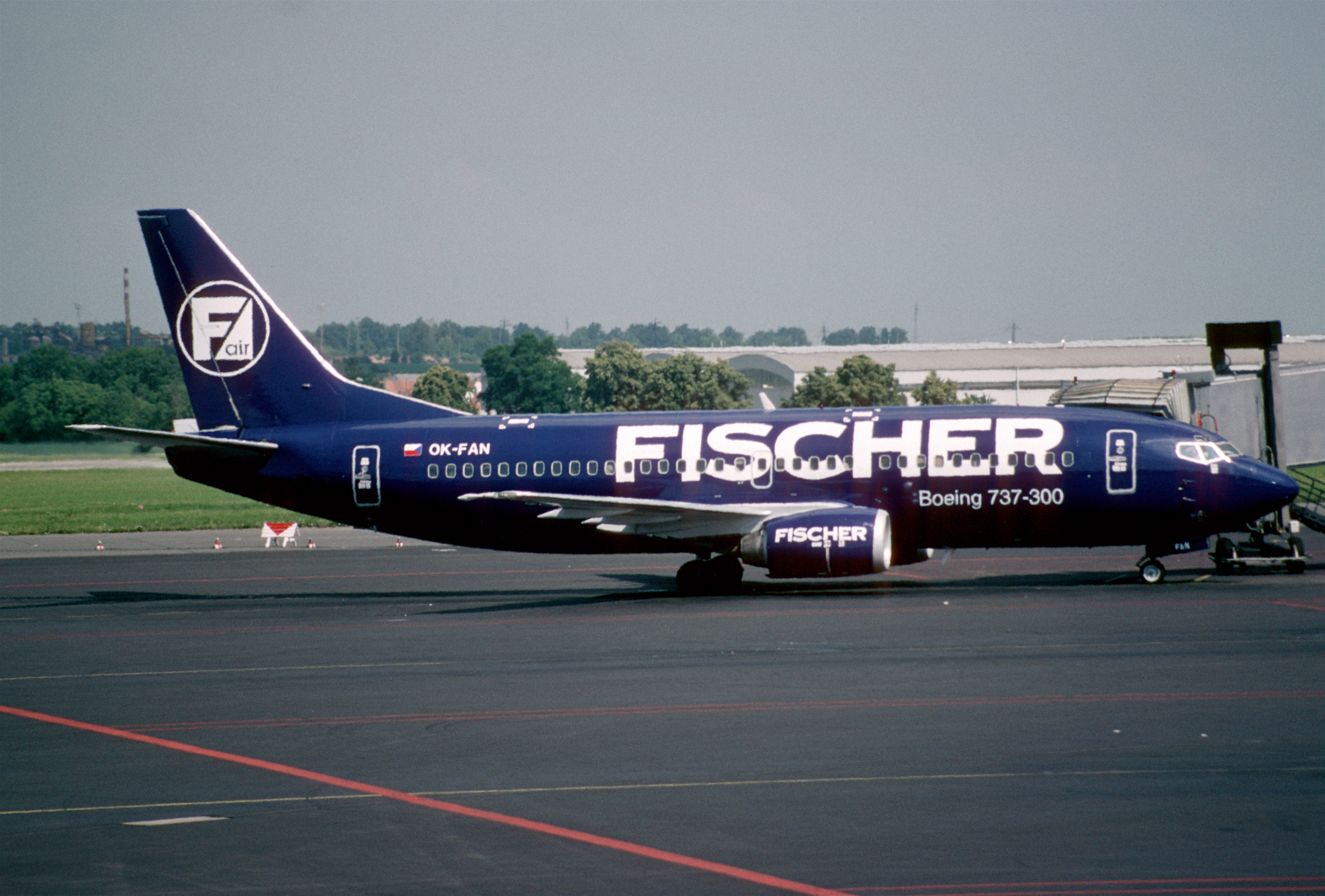
Boeing 737 de Fischer Air

Fischer realizó sus estudios secundarios en la Escuela Secundaria Jan Neruda de Praga, para continuar sus estudios superiores en comercio interno en la Universidad de Economía de Praga. Tras obtener el grado de bachiller, migró desde Checoslovaquia a Suiza, para posteriormente radicarse en Berlín (Alemania Occidental) en 1978, donde trabajó en una agencia de viajes para estudiantes. Luego de un año, se mudó a Hamburgo para trabajar en la compañía naviera TT Linie, para después integrarse a la agencia de viajes exclusivos World in Travel. En 1980 fundó la agencia de viajes Fischer Reisen. 
Tras la revolución de Terciopelo que puso fin a la república socialista, Fischer consideró la idea de expandir su negocio por Europa Central en países con economías más abiertas, creando filiales en Checoslovaquia a partir de 1990, además de ampliarse a otros rubros, como la creación de la Editorial Fischer y la expansión hacia Eslovaquia, Hungría y Polonia.  
En 1995 adquirió mediante la compra de algunas rutas de vuelo centroeuropeas de la aerolínea Condor Flugdienst, para fundar su propia compañía, Fischer Air. 

### Carrera política
En las elecciones parlamentarias checas de 1999, Václav Fischer resultó elegido como senador del parlamento checo por el Distrito de Praga 1 con un 71,24% de los votos, siendo una de las más altas mayorías de esa elección. Dentro del Senado se desempeñó como miembro de la Comisión para la Integración Europea. 

## Vida personal
Fischer es abiertamente gay y se convirtió en el primer parlamentario y senador homosexual en la historia del país.